# Крис Редфилд
Крис Редфилд (яп. クリス・レッドフィールド Курису Рэддофи:рудо, англ. Chris Redfield) — игровой персонаж сериала Resident Evil, созданного компанией Capcom.
Персонаж впервые появился в 1996 году, в качестве протагониста оригинальной Resident Evil, которого сыграл актёр Чарли Краславски, где он изображен в качестве члена команды Специальной тактической и спасательной службы (STARS) департамента полиции Раккун-Сити вместе со своим партнером Джилл Валентайн.
Он также является главным героем игры Resident Evil Code: Veronica, в которой он ищет свою пропавшую младшую сестру, Клэр, и одним из главных героев Resident Evil: The Umbrella Chronicles. Крис вернулся в качестве протагониста в Resident Evil 5, работая вместе с новой напарницей Шевой Аломар, затем появляется в последней части игровой серии, Resident Evil: Revelations. Крис возвращается в качестве одного из четырех главных героев в Resident Evil 6, где он и его партнер Пирс Ниванс пытаются остановить всемирную атаку биотерроризма. В конце Resident Evil 7: Biohazard он играет эпизодическую роль, но в DLC Not a Hero является главным героем, и в DLC End of Zoe, является одним из ключевых героев. История Редфилда, продолжается в последней, на данный момент части Resident Evil Village, где он играет не последнюю роль.
Крис появляется в художественном фильме Обитель зла в 3D: Жизнь после смерти сыгранным Уэнтуортом Миллером. Также он появляется в компьютерном анимационном фильме 2017 года Обитель зла: Вендетта, показанном в той же последовательности, что и видеоигры, в качестве одного из главных героев. Персонаж был хорошо принят критиками, и считается одним из самых важных персонажей франшизы и признан за его сексуальную привлекательность. Его редизайн в Resident Evil 5 стал источником как похвалы, так и критики со стороны поклонников и критиков. По мнению PlayStation Universe, Крис вместе с Джилл образуют «ядро» сериала.

## Появления

### ВResident Evil
Крис Редфилд впервые появляется в качестве одного из двух игровых персонажей оригинальной игры Resident Evil, вместе с Джилл Валентайн, выступая напарником Ребекки Чемберс, новичка подразделения «S.T.A.R.S.». Крис был представлен как бывший военный лётчик армии США и член отряда «Альфа» полицейского спецподразделения «S.T.A.R.S.» при Департаменте полиции Раккун-сити. По сюжету, после того, как вертолёт с другим отрядом, «Браво», пропал без вести в близлежащем лесу, расследовать его исчезновение отправилась «Альфа».
Крис, сопровождаемый Альбертом Вескером, Барри Бёртоном и Джилл Валентайн, вскоре оказываются в ловушке в близлежащем особняке, заполненным ужасными монстрами и смертельными ловушками. В конце, Крис и его товарищи узнают, как начинался этот кошмар и становятся свидетелем смерти Альберта Вескера, предавшего всех их. Также они сталкиваются и убивают прототип Тирана, выпущенного Вескером. После так называемого «Инцидента в особняке» (англ. Mansion Incident) Крис покидает Раккун-сити и приступает к работе против корпорации Umbrella.
Крис возвращается в игре Resident Evil Code: Veronica, события которой происходят пять месяцев спустя. Как протагонист второй половины игры, он пытается спасти свою младшую сестру, Клэр из исследовательских центров корпорации, расположившихся на острове Рокфорт и в Антарктиде. Обнаружив, что сестра находится в Антарктиде, Крис кратко пересекается с Вескером, жаждущим отомстить Крису за разрушение своих планов. В конце концов, он сталкивается с Алексией Эшфорд, создательницей вируса «Т-Вероника» (англ. T-Veronica). В финале, он сражается с Вескером, сразу после убийства Алексии. Он не подходит для Вескера на данном этапе и их борьба обрывается, из-за неизбежного разрушения базы. Но оба обещают закончить дело в другой раз.
Крис появляется в качестве одного из главных героев в Resident Evil: The Umbrella Chronicles, где он воссоединяется с Джилл Валентайн. Части этой игры являются очень неточным пересказом событий серии Resident Evil. А новая глава игры рассказывает о том как Джилл и Крис, члены «секретного подразделения по сдерживанию биологических угроз», приступили к миссии по уничтожению Umbrella — после появления слухов о новых разрабатываемых ею «Б. О. О.». События главы развиваются в 2003 году в России, на одном из кавказских объектов Umbrella.
Крис стал протагонистом в Resident Evil 5,, в которой он является оперативником и одним из основателей военизированной группировки «BSAA» при ООН (сокр. BSAA от англ. Bio-terrorism Security Assessment Alliance). По сюжету игры, Крис расследует террористическую угрозу в африканском районе Кижуджу (англ. Kijuju) и находит своего старого напарника и друга Джилл, которая пропала и считалась погибшей. Вместе с ним его новая напарница Шева Аломар. В конце концов, им удалось найти и освободить Джилл и окончательно победить и уничтожить Вескера, планировавшего выпустить новый вирус в атмосферу, что привело бы к концу человечества.
Крис появляется в игре Resident Evil: The Darkside Chronicles, в качестве игрового персонажа в конце сценария «Игра забвения» (англ. Game of Oblivion). Сценарий является пересказом событий Code: Veronica. Он также доступен в режиме «Extreme Battle», включённом в поздние версии игры Resident Evil 2 (издания для PlayStation 2 Dual Shock и PC, а также порты для Dreamcast и GameCube),, а также доступен в качестве одного из восьми игровых персонажей игры Resident Evil: The Mercenaries 3D. Крис вместе с Джилл Валентайн также участвует в Resident Evil: Revelations. Так же он присутствует в Resident Evil 6.
Редфилд вновь появляется в перезагрузке серии, начавшейся с Resident Evil 7: Biohazard, где в финале игры помогает главному героя Итану Уинтерсу победить очередное творение Umbrella — разумную форму жизни под именем «Эвелина». В Resident Evil Village Крис узнает, что за создание плесени и Эвелины, стоит некая матерь Миранда, глава европейской деревни в Румынии, которая похищает Мию Уинтерс, и с помощью плесени преображается в неё, чтобы похитить Розмари Уинтерс, дочь Итана и Мии. Прознав планы Миранды, Крис со своим отрядом «убивает» её, и пытается эвакуировать Итана и его дочь, однако Миранде удается выжить и забрать дочь Итана. В итоге на протяжении путешествия Итана, Крис поддержит его в битве против Карла Гейзенберга, спасет настоящую Мию и минирует бомбами деревню. В конце Итан, умирая после битвы с Мирандой, отдаёт спасённую дочь Крису, и уничтожает деревню ценой своей жизни.

### В других видеоиграх
Вне сериала Resident Evil, Крис участвует в качестве игрового персонажа в файтинге Marvel vs. Capcom 3: Fate of Two Worlds. Первый игровой трейлер показывал его сражающимся против Халка. Заявлено, что он появится в тактической ролевой игре Project X Zone.
В июне 2021 года скин Криса был добавлен в игру Dead by Daylight, заменяющий скин Леона Кеннеди. Его сестра, Клэр, также была добавлена в качестве скина на Джилл Валентайн. Помимо них, в игру также был добавлен Немезис в виде нового персонажа-убийцы. Глава «Resident Evil» стала 20-й в игре, вместе с ней была также добавлена новая карта — «Полицейский участок Раккун-Сити».

### В других медиа

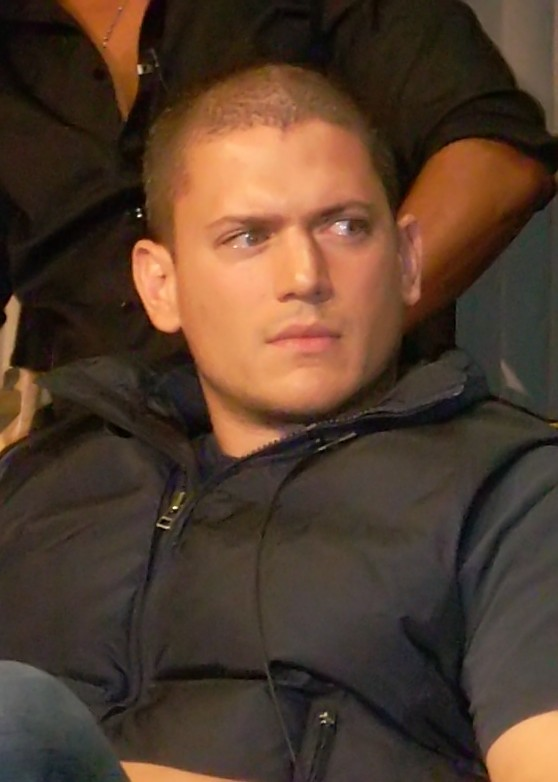
Уэнтуорт Миллер сыграл Криса в фильме Обитель зла в 3D: Жизнь после смерти. Миллер готовился к роли, находя образы Криса в интернете. Актёру были также показаны видеоролики из серии игр.

В отклонённом сценарии Джорджа Ромеро к фильму Resident Evil, Крис представлен коренным американцем и одним из немногих выживших.
Персонаж появляется в четвёртом художественном фильме франшизы, Жизнь после смерти. Роль исполнил актёр Уэнтуорт Миллер. По сюжету фильма, Крис находится в заключении, в тюремной камере максимальной безопасности, после попытки его подразделения взять под контроль распространение T-вируса в Лос-Анджелесе. Нашедшие его выжившие верят в то, что он заключённый. Он встречается со своей сестрой Клэр, которая не может вспомнить его из-за потери памяти, вызванной манипулирующим устройством Umbrella. Он, Элис и Клэр в конечном итоге побеждают Альберта Вескера и спасают выживших заключённых, используемых для экспериментов Umbrella.
В релизе оригинальной игры для Sega Saturn (японская версия), Capcom опубликовала рекламный сборник The True Story Behind Biohazard, содержащий оригинальный короткий рассказ под названием Biohazard: The Beginning. В этом рассказе описываются события в жизни персонажа до первой игры. Например, описывается гибель родителей Криса в автокатастрофе и его служба в ВВС США. Редфилд вступил в ВВС США, будучи подростком, быстро стал опытным пилотом и лучшим стрелком, но в середине 1990-х годов за неподчинение прямому приказу был уволен в запас. Впоследствии он становится дрифтером, пока его не привлекли, по рекомендации Бёртона, в создаваемый в Раккун-сити филиал «S.T.A.R.S.».
Крис Редфилд также появляется в нескольких комиксах серии Resident Evil, изданных WildStorm, Image Comics и Marvel Comics.

### В товарах
В 1998 году Toy Biz представила двойной набор экшен-фигурок с Крисом и монстром Цербером, вошедший в линейку «Resident Evil Series 1». Другая фигурка (от Moby Dick) из оригинальной игры появилась в 2002 году. В том же году Palisades Toys представила две фигурки (отличающиеся только расцветкой) Криса из игры Code: Veronica. В 2006 году появилась ещё одна фигурка персонажа, представленная NECA как часть юбилейной серии «Resident Evil Anniversary Series 1». А в 2009 году Hot Toys показала экшен-фигурку персонажа из Resident Evil 5. Выпускали и фигурки-диорамы. Так, в 2008 году Organic в серии «Bio Hazard Figure Collection Vol.4» представили фигурку Криса, стоящего перед гигантской змеёй (монстр «Yawn»). Оба персонажа были взяты из ремейка первой части. Кроме того, Gaya Entertainment выпускала в 2009 году свою фигурку Криса (в облике из ремейка).

## Способности и умения
В оригинальной Resident Evil сценарий Криса более сложный, чем у Джилл. Например, Крис может взять с собой меньше вещей (меньший размер инвентаря) и у него отсутствуют некоторые принадлежности. Он не оснащён отмычкой, и поэтому он должен искать маленькие ключи. С другой стороны, Крис обладает большим количеством здоровья, чем Джилл.

## Отзывы и критика
Персонаж получил неоднозначные оценки и отзывы критиков. Так, в 2009 году GameZone поставил персонажа 4-м в свой список топ-5 «игровых богов года» за новую внешность (согласно PSU.com, «сейчас это грубый, мускулистый воин с бицепсами размерами с арбуз»), называя его «один великолепный ханк» c «умопомрачительным телом и восхитительной внешностью.» В том же году, Крис Редфилд со своей сестрой Клэр были добавлены IGN в «Ultimate Zombie Strike Team», Крису за его «долгую, плодотворную работу по уничтожению зомби», что «доказывает, что даже грозное биооружие Umbrella не ровня одинокому мужественному воину.»
Gameplanet в 2009 году отмечало, что появление Криса и Леона С. Кеннеди в следующей игре было бы «удивительным», добавив, что они оба являются главными героями серии. А IGN неоднократно сравнивали Криса с Леоном, оба они рассматривались как ведущие герои сериала. В 2010 году ресурс GamesRadar включил его вместе с напарницей Шевой в статью о «самых яростных парных сражениях в играх», за их бои в Resident Evil 5.
Также среди критиков имеется и ряд негативных отзывов. Крис занял пятое место в 2009 году в списке IGN о «наиболее переоценённых персонажах видеоигр», с предложением, что он должен «концентрироваться на работе, а не на стероидах», также в UGO.com включили его в 2010 году в список «десятка невезучих игровых персонажей», за его провалы на протяжении серии. GameSpy назвала его новый облик (в Resident Evil 5) как «нечто среднее между Колином Фарреллом и Хью Джекманом». Этот облик вызвал достаточно много споров и его часто высмеивали. GameSpot даже дал Крису специальный приз — как «персонажу, который скорее всего завалит тест на наркотики», на «Dubious Honors awards» в 2009 году, добавив, что этот «человек похож на ходячую аптеку.»
Включая его за неумение стрелять при движении в RE5 в список «Десяти героев игры, которые потерпят неудачу на простых вещах», GameDaily рекомендовали персонажу «потратить немного больше времени в тире и немного меньше времени на то, чтобы качать железо перед зеркалом.» Joystiq отметил, что возможно, в ходе Umbrella Chronicles Крис начал свои «злоупотребления стероидами», что было также высказано IGN. В 2011 году BeefJack перечислил Криса в числе пяти игровых персонажей, которые должны быть сексуальными, но оказались неуклюжими, потому что «он выглядит вторым в конкурсе двойников на Моряка Попая.» Зато, когда GamesRadar сравнил его облики в Code Veronica и RE5, пытаясь оценить, какие были бы более уместны для зомби-апокалипсиса, они обнаружили, что последний, даст больше шансов на выживание при зомби-атаке, оценивая также Криса из оригинальной игры фразой «ужасно плохо подготовлен».
В 2009 году GameTrailers сделал ролик с акцентом на развитие персонажа на протяжении всего сериала. А Game Informer занялся изучением важности личности Криса Редфилда.